# Benicio del Toro
Benicio Monserrate Rafael del Toro Sánchez (San German, Puerto Rico, 1967. február 19.) Oscar-díjas és Golden Globe-díjas Puerto Ricó-i színész és producer.

## Fiatalkora
San Germánban, Puerto Ricóban született, de Santurcében (San Juan egyik kerülete) nőtt fel, ami szintén az országban található. Szülei, Gustavo Adolfo del Toro és Fausta Sánchez Rivera mindketten ügyvédek voltak. Egy testvére van, Gustavo, aki jelenleg gyermekorvosként dolgozik. Gyermekkori beceneve volt többek közt a "Skinny Benny" és "Beno". Katolikus szellemben nevelték és a miramari (szintén Puerto Ricó-i) Academia del Perpetuo Socorro római katolikus iskolába járt. 9 éves volt, mikor anyja megbetegedett és elhunyt hepatitiszben. Négy évvel ezután apja két fiával egy pennsylvaniai városba, Mercersburgba költözött. Itt beíratta fiát a Mercersburgi Akadémiára, ahol aztán Benicio sikeresen be is fejezte az iskolát.
Apja tanácsára jelentkezett és felvételt nyert a University of California (Kaliforniai Egyetem) biológia szakára San Diegóban. Felbátorodván egy fakultatív dráma kurzusban elért sikerei okán úgy döntött, otthagyja az egyetemet. Stella Adler és Arthur Mendoza felügyelete alatt először Los Angelesben, majd a New York-i Square Theatre School-ban tanult színészetet.

## Pályafutása
A 80-as évek végén olyan tévésorozatokban tűnt fel, mint például a Miami Vice és az NBC minisorozatai, ezekben általában alvilági figurákat (kábítószer-kereskedőt vagy gengsztert) alakított. Szerepelt Madonna 1987-es La Isla Bonita című klipjében is.
21 évesen már a mozivásznon is láthattuk, első ízben a Pee Wee nagy kalandja  című filmben, rá következő évben pedig a 16-ik James Bond moziban, az A magányos ügynökben  szerepelt, legfiatalabb színészként, aki a 007-es sorozatban addig megfordult. Bár a kasszáknál mindkét film csekély jelentőséggel bírt, del Toro mégis olyan filmekkel folytatta karrierjét, mint az Indián vér (1991), Kolumbusz, a felfedező  (1992), Nesze semmi, fogd meg jól! (1993), Félelem nélkül (1993), Porcelánhold (1994), és a Filmcápák hálójában (1994).

## Filmográfia

### Film

#### Rendező, író és producer
| Év   | Magyar cím          | Eredeti cím         | Feladatkör | Feladatkör | Feladatkör | Megjegyzések     |
| Év   | Magyar cím          | Eredeti cím         | Rendező    | Író        | Producer   | Megjegyzések     |
| ---- | ------------------- | ------------------- | ---------- | ---------- | ---------- | ---------------- |
| 1995 |                     | Submission          | Igen       | Igen       | Igen       | rövidfilm        |
| 2008 | Che                 | Che                 | Nem        | Nem        | Igen       |                  |
| 2010 | Farkasember         | The Wolfman         | Nem        | Nem        | Igen       |                  |
| 2012 | Havanna, szeretlek! | 7 días en La Habana | Igen       | Nem        | Nem        | El Yuma szegmens |
| 2023 | Hidegvér            | Reptile             | Nem        | Igen       | Vezető     |                  |

#### Színész
| Év   | Magyar cím                             | Eredeti cím                         | Szerep                                         | Magyar hang          | Rendező                     |
| ---- | -------------------------------------- | ----------------------------------- | ---------------------------------------------- | -------------------- | --------------------------- |
| 1988 | Pee Wee nagy kalandjai                 | Big Top Pee-wee                     | Duke, a kutyaarcú fiú                          |                      | Randal Kleiser              |
| 1989 | A magányos ügynök                      | Licence to Kill                     | Dario                                          | Felföldi László      | John Glen (1)               |
| 1989 | A magányos ügynök                      | Licence to Kill                     | Dario                                          | Tzafetás Roland      | John Glen (1)               |
| 1991 | Indián vér                             | The Indian Runner                   | Miguel Aguilera                                |                      | Sean Penn (1)               |
| 1992 | Kolumbusz, a felfedező                 | Christopher Columbus: The Discovery | Alvaro Harana                                  | Csankó Zoltán        | John Glen (2)               |
| 1993 | Félelem nélkül                         | Fearless                            | Manny Rodrigo                                  | Holl Nándor          | Peter Weir                  |
| 1993 | Aranyhere                              | Huevos de oro                       | Bob                                            |                      | Bigas Luna                  |
| 1993 | Nesze semmi, fogd meg jól!             | Money for Nothing                   | Dino Palladino                                 |                      | Ramón Menéndez              |
| 1994 | Filmcápák hálójában                    | Swimming with Sharks                | Rex                                            | Kálid Artúr          | George Huang                |
| 1994 | Porcelánhold                           | China Moon                          | Lamar Dickey nyomozó                           | Holl Nándor          | John Bailey                 |
| 1995 | Közönséges bűnözők                     | The Usual Suspects                  | Fred Fenster                                   | Kassai Károly        | Bryan Singer                |
| 1996 | A temetés                              | The Funeral                         | Gaspare Spoglia                                | Selmeczi Roland      | Abel Ferrara                |
| 1996 | A rajongó                              | The Fan                             | Juan Primo                                     | Viczián Ottó         | Tony Scott                  |
| 1996 |                                        | Cannes Man                          | önmaga (cameo)                                 |                      | Susan Hito Shapiro          |
| 1996 | A graffiti királya                     | Basquiat                            | Benny Dalmau                                   | Sörös Sándor         | Julian Schnabel             |
| 1996 | Joyride – Halálos utazás               | Joyride                             | López nyomozó                                  |                      | Quinton Peeples             |
| 1997 | Segítség, elraboltam magam!            | Excess Baggage                      | Vincent Roche                                  | Kaszás Gergő         | Marco Brambilla             |
| 1998 | Félelem és reszketés Las Vegasban      | Fear and Loathing in Las Vegas      | Dr. Gonzo                                      | Gáspár András        | Terry Gilliam               |
| 2000 | Traffic                                | Traffic                             | Javier Rodríguez Rodríguez                     | Rátóti Zoltán        | Steven Soderbergh (1)       |
| 2000 | Hullahegyek, fenegyerek                | The Way of the Gun                  | Harold Longbaugh                               | Rátóti Zoltán        | Christopher McQuarrie       |
| 2000 | Blöff                                  | Snatch                              | Négyujjú Franky                                | Rajkai Zoltán        | Guy Ritchie                 |
| 2000 | Kenyér és rózsa                        | Bread and Roses                     | önmaga (cameo)                                 |                      | Ken Loach                   |
| 2001 | Az ígéret megszállottja                | The Pledge                          | Toby Jay Wadenah                               | Megyeri János        | Sean Penn (2)               |
| 2003 | 21 gramm                               | 21 Grams                            | Jack Jordan                                    | Háda János           | Alejandro González Iñárritu |
| 2003 | Veszett vad                            | The Hunted                          | Aaron Hallam őrmester                          | Rátóti Zoltán        | William Friedkin            |
| 2005 | Sin City – A bűn városa                | Sin City                            | Jack "Iron Jack" Rafferty hadnagy / Jackie fiú | Szabó Győző          | Frank Miller                |
| 2005 | Sin City – A bűn városa                | Sin City                            | Jack "Iron Jack" Rafferty hadnagy / Jackie fiú | Szabó Győző          | Robert Rodríguez            |
| 2007 | A tűz martaléka                        | Things We Lost in the Fire          | Jerry Sunborne                                 | Bozsó Péter          | Susanne Bier                |
| 2008 | Che                                    | Che                                 | Che Guevara                                    | Fekete Ernő          | Steven Soderbergh (2)       |
| 2010 | Farkasember                            | The Wolfman                         | Lawrence Talbot / Farkasember                  | László Zsolt         | Joe Johnston                |
| 2010 | Made in Hollywood                      | Somewhere                           | önmaga (cameo)                                 | Rajkai Zoltán        | Sofia Coppola               |
| 2011 |                                        | The Upsetter                        | narrátor (hangja)                              |                      | Ethan Higbee                |
| 2011 | Adam Bhala Lough                       | The Upsetter                        | narrátor (hangja)                              |                      |                             |
| 2012 | Vadállatok                             | Savages                             | Miguel "Lado" Arroyo                           | László Zsolt         | Oliver Stone                |
| 2013 | Beszélgetések egy indiánnal            | Jimmy Picard                        | Jimmy Picard                                   |                      | Arnaud Desplechin           |
| 2013 | Thor: Sötét világ                      | Thor: The Dark World                | Taneleer Tivan / A gyűjtő (cameo)              | Kaszás Gergő         | Alan Taylor                 |
| 2014 | A galaxis őrzői                        | Guardians of the Galaxy             | Taneleer Tivan / A gyűjtő                      | Viczián Ottó         | James Gunn                  |
| 2014 | Beépített hiba                         | Inherent Vice                       | Sauncho Smilax                                 | Kaszás Gergő         | Paul Thomas Anderson        |
| 2014 | Escobar – Az Elveszett Éden            | Escobar: Paradise Lost              | Pablo Escobar                                  | László Zsolt         | Andrea Di Stefano           |
| 2015 | Egy tökéletes nap                      | A Perfect Day                       | Mambrú                                         | Király Attila        | Fernando León de Aranoa     |
| 2015 | Sicario – A bérgyilkos                 | Sicario                             | Alejandro Gillick                              | Sarádi Zsolt         | Denis Villeneuve            |
| 2015 | A kis herceg                           | The Little Prince                   | A kígyó (hangja)                               | Rajkai Zoltán        | Mark Osborne                |
| 2017 | Daltól dalig (törölt jelenetek)        | Song to Song                        | N/A                                            |                      | Terrence Malick             |
| 2017 | Star Wars VIII. rész – Az utolsó jedik | Star Wars: The Last Jedi            | D.J.                                           | Király Attila        | Rian Johnson                |
| 2018 | Bosszúállók: Végtelen háború           | Avengers: Infinity War              | Taneleer Tivan / A gyűjtő (cameo)              | Kaszás Gergő         | Anthony és Joe Russo        |
| 2018 | Sicario 2. – A zsoldos                 | Sicario: Day of the Soldado         | Alejandro Gillick                              | Sarádi Zsolt         | Stefano Sollima             |
| 2019 | Dóra és az elveszett Aranyváros        | Dora and the Lost City of Gold      | Swiper a róka (hangja)                         | Sarádi Zsolt         | James Bobin                 |
| 2021 | Semmi hirtelen mozdulat                | No Sudden Move                      | Ronald Russo                                   | Gergely Róbert       | Steven Soderbergh           |
| 2021 | A Francia Kiadás                       | The French Dispatch                 | Moses Rosenthaler                              | Szabó Győző          | Wes Anderson                |
| 2023 | Hidegvér                               | Reptile                             | Tom Nichols                                    | Szabó Sipos Barnabás | Grant Singer                |
| 2025 | A föníciai séma                        | The Phoenician Scheme               | Zsa-zsa Korda                                  | Gergely Róbert       | Wes Anderson (2)            |

### Televízió
| Év   | Magyar cím          | Eredeti cím                   | Szerep                             | Megjegyzések                                 |
| ---- | ------------------- | ----------------------------- | ---------------------------------- | -------------------------------------------- |
| 1987 |                     | Shell Game                    | Pedroza                            | 1 epizód                                     |
| 1987 | Miami Vice          | Miami Vice                    | Pito                               | 1 epizód                                     |
| 1987 |                     | Private Eye                   | Carlos                             | 2 epizód                                     |
| 1990 |                     | Drug Wars: The Camarena Story | Rafael Caro Quintero               | minisorozat                                  |
| 1994 | Mesék a kriptából   | Tales from the Crypt          | Bill                               | 1 epizód                                     |
| 1995 | Bukott angyalok     | Fallen Angels                 | Paco                               | 1 epizód                                     |
| 2008 |                     | Todos Contra Juan             | önmaga                             | 1 epizód                                     |
| 2018 | Szökés Dannemorából | Escape at Dannemora           | Richard Matt                       | - 7 epizód - magyar hangja: - Rába Roland    |
| 2021 | Mi lenne, ha…?      | What If…?                     | Taneleer Tivan / A gyűjtő (hangja) | - egy epizód - magyar hangja: - Kaszás Gergő |

## Díjai
- Oscar-díj (2001) – Legjobb férfi mellékszereplő – Traffic
- Golden Globe-díj (2001) – Legjobb férfi mellékszereplő – Traffic
- BAFTA-díj (2001) – Legjobb férfi mellékszereplő – Traffic
- Screen Actors Guild-díj (2001) Legjobb férfi főszereplő – Traffic
- Screen Actors Guild-díj (2001) Legjobb szereplőgárda (mozifilm) – Traffic
- Cannes-i filmfesztivál (2008) – Legjobb férfi alakítás díja – Che
- Goya-díj (2009) – Legjobb férfi alakítás - Che – Az argentin